# Gregorio Muñoz
Gregorio Juan Muñoz y Sánchez (Tarancón, 15 o 25 de mayo de 1813-La Habana, 5 de abril de 1851) fue un noble y diplomático español conocido por ser el hermano menor de Fernando Muñoz, segundo marido de María Cristina de Borbón-Dos Sicilias viuda de Fernando VII y reina gobernadora en nombre de Isabel II.

## Biografía
Fue el hijo de Juan Antonio Muñoz y Funes y de su esposa Eusebia Sánchez y Ortega. Tuvo otros hermanos y hermanas: 
- José Antonio Muñoz y Sánchez, casado con su prima Anastasia Josefa Domínguez y Muñoz
- Agustín Fernando Muñoz y Sánchez, casado con María Cristina de Borbón-Dos Sicilias, reina gobernadora de España
- Jesús Muñoz y Sánchez, II marqués consorte de Remisa, caballero profeso de la Orden de Calatrava, oficial de la Legión de Honor, gentilhombre de cámara con ejercicio y senador del Reino
- Anastasia Muñoz y Sánchez, muerta en la infancia
- Juliana Muñoz y Sánchez, ídem
- Alejandra Muñoz y Sánchez, casada con el general José Fulgosio y Villavicencio

El 25 de enero de 1830 ingresó como novicio en la Compañía de Jesús.
A finales de 1833 su hermano Fernando contrajo matrimonio con la reina gobernadora, María Cristina de Borbón-Dos Sicilias. Desde entonces Gregorio, como parte de la familia de Fernando, formaría parte del grupo modernamente conocido como Clan de Tarancón.

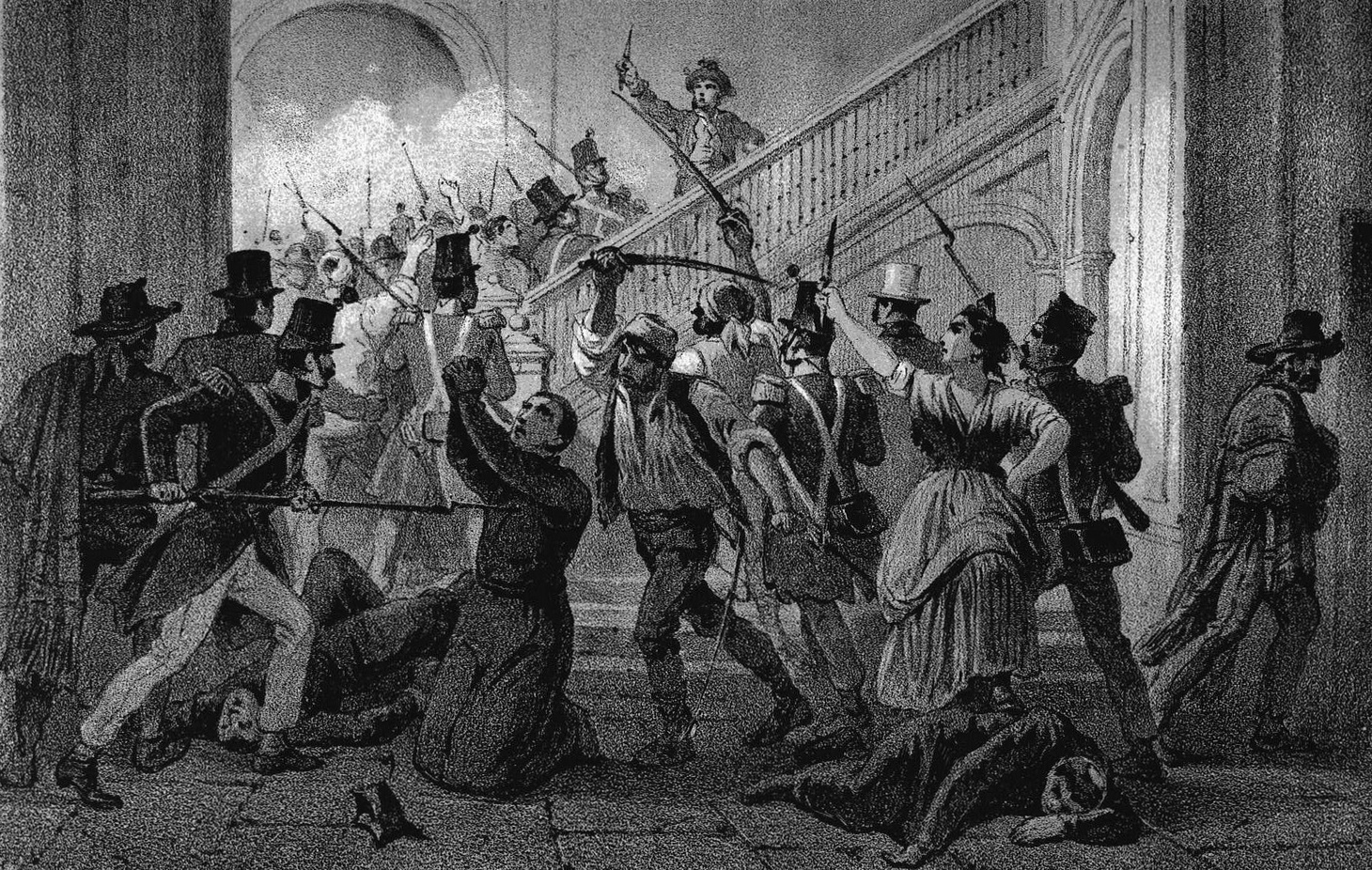
La conocida como matanza de frailes (1834) en el Colegio Imperial, en que Gregorio Muñoz tuvo un papel destacado en la defensa de sus compañeros.

Fue educado en el Colegio Imperial de Madrid y en 1834 se encontraba en este durante la Matanza de Frailes, adoptando un papel heroico y permaneciendo en la capilla de este mientras era asaltado.
Según ciertas fuentes fue llegó a ser religioso profeso de la Compañía de Jesús en 1834, como demuestra que no pudiera ser elegido diputado a Cortes en 1850 por Tarancón, exhibiendo un Catálogo de integrantes de la Compañía de Jesús impreso en 1834.
En 1840 comenzaría una carrera como representante diplomático al servicio de Isabel II.
Fallecería en La Habana en 1851, mientras desempeñaba el cargo de encargado de negocios ante el Estado de Venezuela.

## Órdenes y cargos

### Órdenes
- Caballero de la Orden de Santiago (1840)[4][5]
- Gran cruz de la Orden de Isabel la Católica

### Cargos
- Encargado de negocios ante el Estado de Venezuela

### Individuales
1. ↑  «Numerical Range 1.601 through 3.286. 700». Vita functi in renata Societaris Iesu. Catalogus Defunctorum: 31.
2. ↑  Frías, Lesmes, S.J. (1914). «Capítulo III. Supresión en 1820. - Reposición en 1823. - Nueva supresión en 1835.». La provincia de España de la Compañía de Jesús, 1815-1863. Madrid: Sucesores de Rivadeneyra. pp. 49-50.
3. ↑  Egido, Teófanes; López, Teófanes Egido; Sánchez, Javier Burrieza; González, Manuel Revuelta (2004). Los Jesuitas en España y en el mundo hispánico. Marcial Pons Historia. p. 301. ISBN 978-84-95379-79-5. Consultado el 7 de noviembre de 2023.
4. ↑  «Título de Caballero de la Orden de Santiago a favor de Gregorio Juan Muñoz, firmado por la Reina Gobernadora, y Real Cédula para que pueda ser armado Caballero de dicha Orden en cualquier lugar del extranjero en que se halle». Portal de Archivos Españoles. 1840.
5. ↑  «Guía de forasteros para el año de 1850». Guía de forasteros en Madrid: 164. 1850.